# 王娜 (バレーボール)
王 娜（おう な、ラテン文字翻記：Wang Na、女性、1990年2月25日 - ）は、中華人民共和国のバレーボール選手である。ポジションはセッター。

## 来歴
2013年、中国代表に選ばれた。同年9月のアジア選手権に出場した。2014年、ワールドグランプリ、世界選手権に出場した。

## 球歴
- 世界選手権 - 2014年（2位）
- ワールドグランプリ - 2014年、2015年

## 所属クラブ
- Zhejiang